# Sonata para piano n.º 1 (Schubert)

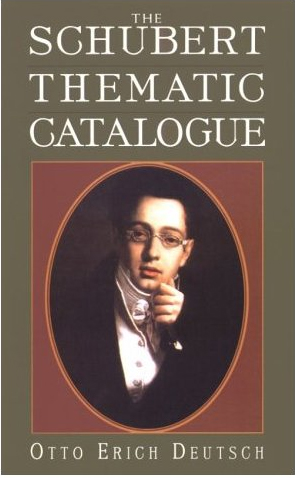

La Sonata para piano n.º 1 en mi mayor, D. 157 es una sonata para piano en tres movimientos escrita en marzo de 1815 por el compositor austriaco Franz Schubert.

## Análisis
Los movimientos que componen la obra son:
- I. Allegro ma non troppo
- II. Andante
- III. Menuetto: Allegro vivace - Trio

La sonata para piano D 157 tiene tres movimientos conocidos. Algunos comentaristas describen el primer movimiento de la sonata como, con diferencia, el más interesante, ya que muestra a Schubert rompiendo con las restricciones a las progresiones armónicas que su maestro Antonio Salieri le había impuesto para la música vocal, y como una de sus inspiraciones más felices, prefigurando sus obras posteriores, mientras que los dos movimientos restantes se describen como corrientes. Otros ven en el primer movimiento heterodoxias bastante poco convincentes y carentes de invención, mientras que los otros dos movimientos son más satisfactorios musicalmente, con reminiscencias de Beethoven y algunas de las composiciones posteriores de Schubert.

### I. Allegro ma non troppo
En Mi mayor.
    El primer movimiento sirve como una apertura brillante y adecuada de la sonata, presentando tanto la naturaleza como la clave de la pieza de una manera imaginativa y emocionante. Fue compuesto del 18 al 21 de febrero de 1815.
    El tema del primer movimiento no es especialmente melódico. Más bien, se propone explorar la tonalidad de Mi mayor utilizando dos tipos de contraste: acordes versus arpegios y escalas, y legato versus staccato. Después del acorde inicial de Mi mayor, hay un arpegio legato ascendente, que se encuentra con una escala rápida descendente, marcada en staccato. Este patrón se repite en los acordes dominante, submediante y finalmente subdominante. Todo esto en conjunto conforma la melodía principal.
    Todos los temas secundarios tienen básicamente los mismos elementos: la mano izquierda toca arpegios de acordes en legato, mientras que la mano derecha toca melodías de acordes en staccato, intercaladas con múltiples notas de gracia.
    El movimiento incluye la repetición convencional de su sección expositiva, comprendiendo tres del total de 8 páginas del movimiento. También hay algunos descansos muy largos en el movimiento, un par de los cuales duran hasta dos compases completos. Estos silencios reaparecerían en su obra posterior, al igual que en sus últimas sonatas.

### II. Andante
En Mi menor.
    El movimiento tiene forma de rondó, con dos episodios. El tema es esencialmente armónico.[6] La segunda aparición del tema está, algo inusual, simplificada en lugar de embellecida, y en esta forma es bastante similar a la apertura de la Octava sinfonía, inacabada de Schubert en mi mayor. El movimiento esta en siciliana.

### III. Menuetto, Allegro vivace - Trío
Es un scherzo en si mayor, con trío en sol mayor. El trío tiene algunas similitudes con la posterior Sonata para piano en re mayor, D 850: ambos tríos tienen la misma tonalidad, a veces incluso compartiendo progresiones armónicas.

## ¿Falta el cuarto movimiento?
Aunque los tres movimientos de la sonata D 157 están completos en el autógrafo de Schubert, se cree que la sonata en su conjunto está incompleta debido a que falta un último cuarto movimiento. Pero no hay indicios de que Schubert haya intentado alguna vez empezar a componer un cuarto movimiento.